# Platycerium coronarium
Ổ rồng tràng - Platycerium coronarium là một loài thực vật có mạch trong họ Polypodiaceae. Loài này được (Mull.) Desv. miêu tả khoa học đầu tiên năm 1827.

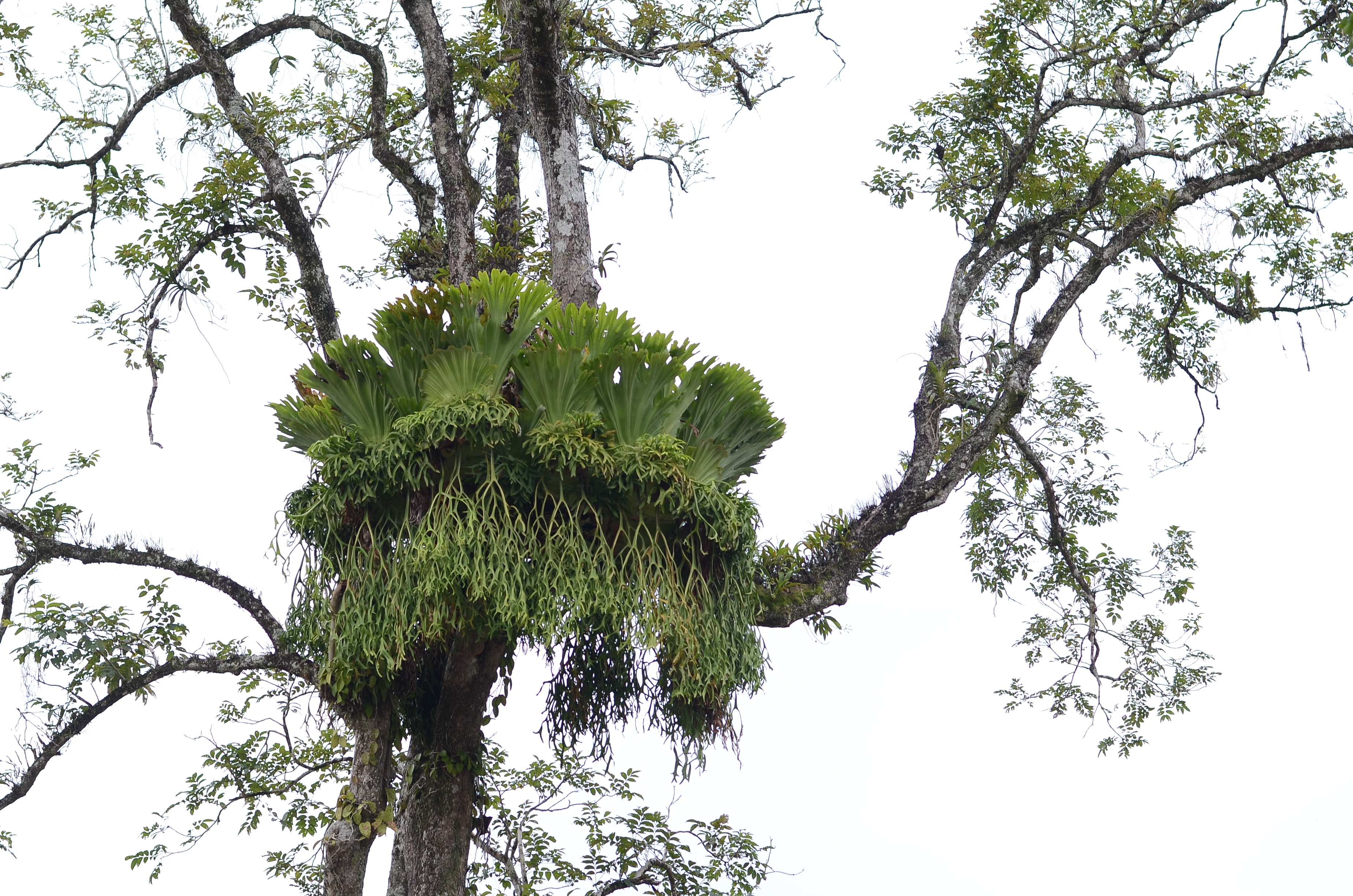